# Проенкефалін
PENK (англ. Proenkephalin) – білок, який кодується однойменним геном, розташованим у людей на 8-й хромосомі. Довжина поліпептидного ланцюга білка становить 267 амінокислот, а молекулярна маса — 30 787.
| 10         |  | 20         |  | 30         |  | 40         |  | 50         |
| ---------- |  | ---------- |  | ---------- |  | ---------- |  | ---------- |
| MARFLTLCTW |  | LLLLGPGLLA |  | TVRAECSQDC |  | ATCSYRLVRP |  | ADINFLACVM |
| ECEGKLPSLK |  | IWETCKELLQ |  | LSKPELPQDG |  | TSTLRENSKP |  | EESHLLAKRY |
| GGFMKRYGGF |  | MKKMDELYPM |  | EPEEEANGSE |  | ILAKRYGGFM |  | KKDAEEDDSL |
| ANSSDLLKEL |  | LETGDNRERS |  | HHQDGSDNEE |  | EVSKRYGGFM |  | RGLKRSPQLE |
| DEAKELQKRY |  | GGFMRRVGRP |  | EWWMDYQKRY |  | GGFLKRFAEA |  | LPSDEEGESY |
| SKEVPEMEKR |  | YGGFMRF    |  |            |  |            |  |            |

A: Аланін

C: Цистеїн

D: Аспарагінова кислота

E: Глутамінова кислота

F: Фенілаланін

G: Гліцин

H: Гістидин

I: Ізолейцин

K: Лізин

L: Лейцин

M: Метіонін

N: Аспарагін

P: Пролін

Q: Глутамін

R: Аргінін

S: Серин

T: Треонін

V: Валін

W: Триптофан

Кодований геном білок за функцією належить до фосфопротеїнів. 
Секретований назовні.